# Kookaburra III
Kookaburra III (KA-15) est le yacht de course, defender australien lors de la Coupe de l'America (America's Cup) de 1987 représentant le Royal Perth Yacht Club contre le challenger américain Stars & Stripes 87 représentant le San Diego Yacht Club qui a eu lieu à Fremantle.

## Construction
Lors de la préparation à la défense de la Coupe de l'America, Alan Bond a exprimé ses inquiétudes sur un manque de concurrence en Australie pour se préparer à l'événement. Un autre homme d'affaires australien, Kevin Parry, relève le défi et investit une énorme somme au travers la société Taskforce 87 rassemblant les meilleurs marins de toute l'Australie.
Kookaburra III est construit à Perth (Australie-Occidentale) par sa société Parry Boat Builders. Il est le troisième des Kookaburra construits par la Taskforce 87, tous conçus par Iain Murray et John Swarbrick. Kookaburra II (KA-12) a été créé en 1985 et n'a subi aucune modification depuis, alors que des changements importants sont entrés dans les coques et les quilles de Kookaburra I (KA-11).

## Carrière

Guidon du RPYC.

Lors de la 1987 Defender Selection Series (en) à Fremantle, la série des defender de  la Taskforce 87 de Kevin Parry et l'Australia IV (KA-16)  d'Alan Bond furent extrêmement compétitifs.
La fin des Round Robins  Series  vit la victoire de Kookaburra III, avec 83 points, suivi par l'Australia IV à 77 points et Kookaburra II à 70 points. Steak 'n' Kidney (en) (KA-14) a été éliminé, ainsi que les Australia I, II et III, et South Australia (KA-8). Lors de la finale, Kookaburra III battit Australia IV par cinq manches à zéro.
Lors de la Coupe de l'America de 1987, le defender Kookaburra III, skippé par Kevin Parry pour le Royal Perth Yacht Club, a perdu par quatre courses à zéro contre le challenger américain Stars & Stripes 87 de Dennis Conner.
De 1993 à 1994, il est basé à Newport sous l'égide du Kookaburra Challenge Pty, Ltd. De 2006 à 2013, il est basé en France à Antibes au Chantier Trehard Marine. Vendu à Monaco Marine, il rejoint un groupe de voiliers à Port Camargue jusqu'en 2015 ou il est racheté par Maurizio Vecchiola à Cannes.